# НТВшники
«НТВшники» — российское общественно-политическое ток-шоу, выходившее на телеканале НТВ с декабря 2009 по июнь 2012 года. В программе проводились дискуссии на самые разные темы. 
Программа получала финансовую поддержку Федерального агентства по печати и массовым коммуникациям.

## О программе
Первый выпуск программы вышел в эфир 11 декабря 2009 года. Первой обсуждаемой темой стала тема «Над чем смеётся Россия?». Когда проект только задумывался, для участия в нём авторы программы хотели пригласить не только тех, кто является действующим сотрудником НТВ, но и тех, кто в прошлые годы работал на телеканале и в силу разных причин покинул его впоследствии. Соведущими Антона Хрекова выступали также Антон Красовский и Павел Лобков.
Отдельные выпуски программы или запрещались к выходу в эфир или же подвергались цензуре. Например, 11 февраля 2011 года в эфир НТВ не вышел выпуск программы с участием Анастасии Волочковой, в котором балерина нелицеприятно высказалась по вопросам коррупции. Ведущий Антон Хреков так прокомментировал эту историю: «Я отвечаю за подготовку выпуска… Постановкой в эфир, перемещением по сетке, снятием с эфира я не занимаюсь. Это прерогатива гендиректора канала, предусмотренная уставом НТВ». На тот момент Хреков уже не числился в штате сотрудников НТВ — он ушёл из штата канала ещё в октябре 2009 года и являлся ведущим данной программы на внештатной основе, о чём рассказал в одном из интервью.
Одновременно с выпуском «НТВшников» с эфира «Первого канала» была снята передача «Пусть говорят» с Андреем Малаховым также с участием Волочковой, посвящённая её 35-летнему юбилею. Этот выпуск программы «НТВшники» вышел в эфир только через три месяца — 27 мая 2011 года. А в ноябре 2011 года в эфир не вышла передача на тему «Разжигание ненависти к богатым» на «устричную тему», в которой планировался к показу сюжет Ксении Собчак (снятый на камеру мобильного телефона) о том, как глава Росмолодёжи Василий Якеменко обедает в одном из дорогих ресторанов.
Широкую известность получил выпуск от 18 сентября 2011 года (дата съёмок — 16 сентября 2011 года, тема дискуссии — «Кризис: русский ответ»), в котором произошла потасовка между бизнесменом Сергеем Полонским и владельцем «Национального резервного банка» Александром Лебедевым. Выпуск провела Катерина Гордеева. Эпизод с дракой послужил поводом для развития дальнейших судебных разбирательств и событий вокруг уголовного дела «Лебедев vs. Полонский».
Комментарий Сергея Варшавчика о передаче:
«"НТВшники" со слоганом "Арена острых дискуссий" резво взяли старт в начале прошлой осени. Они отметились рядом довольно злободневных выпусков, заслуженно получивших высокие рейтинги, и даже впервые за долгие годы показали телезрителю представителей оппозиции. Но к концу телесезона программа "завяла", скатившись до общих тем и вялых, дежурных споров гостей и ведущих...».
24 июня 2012 года вышел последний выпуск программы перед летним отпуском, осенью 2012 года передача была закрыта. В период 2012—2013 годов в таймслоте «НТВшников» последовательно выходили ток-шоу «Метла» с Наталией Метлиной и ток-шоу «Железные леди» с Тиной Канделаки и Маргаритой Симоньян, структурно напоминавшие «НТВшников». Но, просуществовав не очень долго, обе передачи прекратили своё существование в телеэфире в силу разных причин.

## Выпуски
| № выпуска | Название выпуска                                     | Дата выхода выпуска   | Тема выпуска |
| --------- | ---------------------------------------------------- | --------------------- | --- |
| 1         | «Над чем смеётся Россия?»                            | 11 декабря 2009 года  | В выпуске рассказывается про юмор в России |
| 2         | «Сталин с Нами»                                      | 20 декабря 2009 года  | В выпуске рассказывается о роли Сталина в истории |
| 3         | «Старикам здесь не место»                            | 5 февраля 2010 года   | В выпуске рассказывается о неуважении к старшему поколению |
| 4         | «Полный финиш»                                       | 7 марта 2010 года     | В выпуске рассказывается о причинах поражения России на Олимпиаде в Ванкувере и о прогнозах Олимпиады в Сочи в 2014-м году                                                |
| 5         | «Попса. Зачем мы это слушаем?»                       | 19 марта 2010 года    | В выпуске рассказывается о причинах популярности поп-музыки в России |
| 6         | «Хамство. Наш последний аргумент»                    | 26 марта 2010 года    | В выпуске рассказывается о хамстве |
| 7         | «Спецвыпуск. Теракт в метро»                         | 30 марта 2010 года    | В выпуске рассказывается о Взрывах в Московском метро |
| 8         | «20 лет с Жириновским»                               | 2 апреля 2010 года    | В выпуске рассказывается о Владимире Жириновском |
| 9         | «Гудбай, Ленин»                                      | 16 апреля 2010 года   | В выпуске рассказывается о месте Ленина в истории |
| 10        | «Страна господ»                                      | 21 мая 2010 года      | В выпуске рассказывается о миллиардерах |
| 11        | «Питер против Москвы»                                | 28 мая 2010 года      | В выпуске рассказывается о противостоянии Санкт-Петербурга и Москвы |
| 12        | «ЕГЭ — сдавайся, кто может!»                         | 4 июня 2010 года      | В выпуске рассказывается о ЕГЭ |
| 13        | «Конец русской литературы»                           | 2 июля 2010 года      | В выпуске рассказывается о причинах непопулярности русской литературы |
| 14        | «Интернет»                                           | 9 июля 2010 года      | В выпуске рассказывается об Интернете. |
| 15        | «Хочу быть начальником»                              | 16 июля 2010 года     | В выпуске рассказывается о причинах популярности профессии начальника. И кем будут наши дети…?                                                                            |
| 16        | «30 лет без Высоцкого»                               | 25 июля 2010 года     | В выпуске рассказывается о Владимире Высоцком |
| 17        | «Откройте, полиция!»                                 | 3 сентября 2010 года  | В выпуске рассказывается о том, что лучше: полиция или милиция?… |
| 18        | «Водка — последняя надежда России»                   | 10 сентября 2010 года | В выпуске рассказывается о водке |
| 19        | «Школа выжимания»                                    | 24 сентября 2010 года | В выпуске рассказывается о реформе образования в России |
| 20        | «Конец юрского периода. Спецвыпуск»                  | 1 октября 2010 года   | В выпуске рассказывается об отставке Юрия Лужкова |
| 21        | «ЗаМКАДыши»                                          | 8 октября 2010 года   | В выпуске рассказывается об отношении провинции к москвичам |
| 22        | «Пора валить из Рашки»                               | 15 октября 2010 года  | В выпуске рассказывается об эмиграции из России |
| 23        | «Россия без мата»                                    | 22 октября 2010 года  | В выпуске рассказывается о проблеме использования ненормативной лексики                                                                                                   |
| 24        | «Дураки и дороги»                                    | 29 октября 2010 года  | В выпуске рассказывается о ДТП на Ленинском проспекте и проблемах автомобильного вождения в России.                                                                       |
| 25        | «Кому мешал Олег Кашин?»                             | 12 ноября 2010 года   | В выпуске рассказывается о покушении на жизнь журналиста Олега Кашина, и кому же он мешал?                                                                                |
| 26        | «Верните Берию»                                      | 26 ноября 2010 года   | В выпуске рассказывается о Лаврентии Берия |
| 27        | «Дети второго сорта»                                 | 3 декабря 2010 года   | В выпуске рассказывается о детях с синдромом Дауна |
| 28        | «Разбитые надежды»                                   | 10 декабря 2010 года  | В выпуске рассказывается об авиакатастрофах |
| 29        | «50 лет с „Огоньком“»                                | 24 декабря 2010 года  | В выпуске рассказывается о Голубых огоньках |
| 30        | «Апокалипсис-2012: за 800 дней до конца света»       | 30 декабря 2010 года  | Выпуск посвящён теме конца света. |
| 31        | «МММ. Перезагрузка»                                  | 21 января 2011 года   | В выпуске рассказывается о финансовых пирамидах: МММ и Властелине |
| 32        | «Ельцин. Вечер в кругу семьи»                        | 28 января 2011 года   | В выпуске рассказывается о Борисе Ельцине |
| 33        | «Лекарство последней надежды»                        | 4 февраля 2011 года   | В выпуске рассказывается о лекарствах |
| 34        | «Новая поп-культура»                                 | 11 февраля 2011 года  | В выпуске рассказывается о православном дресс-коде |
| 35        | «Почему всё так дорого»                              | 18 февраля 2011 года  | В выпуске рассказывается о проблеме цен в России |
| 36        | «Папки Жириновского»                                 | 26 февраля 2011 года  | В выпуске рассказывается о папках Жириновского |
| 37        | «Жизнь в забвении»                                   | 4 марта 2011 года     | В выпуске рассказывается о Татьяне Самойловой и прочих забытых актёрах |
| 38        | «Без права на жизнь?»                                | 11 марта 2011 года    | В выпуске рассказывается о жизни бомжей |
| 39        | «Когда рванет в России»                              | 1 апреля 2011 года    | В выпуске рассказывается о техногенных катастрофах |
| 40        | «Бесогон» (Н. Михалков отвечает на все обвинения)    | 8 апреля 2011 года    | В выпуске рассказывается о феномене Никиты Михалкова |
| 41        | Легенды «Центрального телевидения»                   | 15 апреля 2011 года   | В выпуске рассказывается о Центральном телевидении СССР |
| 42        | «Заговор табачных королей»                           | 22 апреля 2011 года   | В выпуске рассказывается о табаке и курении |
| 43        | «Блатные детки»                                      | 29 апреля 2011 года   | В выпуске рассказывается о детях чиновников |
| 44        | «Михаил Горбачёв»                                    | 13 мая 2011 года      | В выпуске рассказывается о Михаиле Горбачёве |
| 45        | «Казнить нельзя помиловать»                          | 20 мая 2011 года      | В выпуске рассказывается о смертной казни |
| 46        | «Настя против всех»                                  | 27 мая 2011 года      | В выпуске рассказывается об Анастасии Волочковой |
| 47        | «Россия на выданье»                                  | 10 июня 2011 года     | В выпуске рассказывается о русских девушках — жёнах или невестах иностранцев                                                                                              |
| 48        | «Тень победы»                                        | 21 июня 2011 года     | В выпуске рассказывается об отношении государства к ветеранам Великой Отечественной войны                                                                                 |
| 49        | «Бог с ними?»                                        | 10 июля 2011 года     | В выпуске рассказывается об отношении к церкви |
| 50        | «ГКЧП. Расследование»                                | 21 августа 2011 года  | В выпуске рассказывается об Августовском путче |
| 51        | «Выбор есть!»                                        | 4 сентября 2011 года  | В выпуске рассказывается о Выборах в Государственную думу |
| 52        | «Политика со звездами»                               | 11 сентября 2011 года | В выпуске рассказывается об участии звезд в политике |
| 53        | «Кризис. Русский ответ»                              | 18 сентября 2011 года | В выпуске рассказывается об экономическом положении в мире. Александр Лебедев бьёт Сергея Полонского                                                                      |
| 54        | «Почему не любят Россию»                             | 25 сентября 2011 года | В выпуске рассказывается о причинах неуважения к России и русским |
| 55        | «Вам что-то не нравится?!»                           | 2 октября 2011 года   | Они терпели 10 лет и наконец сказали это. «Нулевые» — золотая эпоха России. Несогласные есть?                                                                             |
| 56        | «Как вам не стыдно?»                                 | 9 октября 2011 года   | В выпуске рассказывается о ситуации в Российском обществе |
| 57        | «Бабий бунт»                                         | 16 октября 2011 года  | В выпуске рассказывается о женщинах |
| 58        | «Охота на ведьм»                                     | 23 октября 2011 года  | В выпуске рассказывается о проблеме самосудов |
| 59        | «Кому нужна интеллигенция?»                          | 30 октября 2011 года  | В выпуске рассказывается об интеллигенции |
| 60        | «Приключения иностранцев в России»                   | 13 ноября 2011 года   | В выпуске рассказывается об отношении иностранцев к русским в России и за рубежом                                                                                         |
| 61        | «Не убий?»                                           | 20 ноября 2011 года   | В выпуске рассказывается о цене жизни в современном обществе |
| 62        | «Бенефис гей-иконы»                                  | 27 ноября 2011 года   | В выпуске гости, придерживающиеся разных взглядов, говорят, как они относятся к инициативе петербургских депутатов ввести закон, запрещающий «пропаганду гомосексуализма» |
| 63        | «Они победили, но вопросы остались»                  | 11 декабря 2011 года  | Всё, о чём вы хотели спросить «Единую Россию» |
| 64        | «Прямая линия с Михаилом Прохоровым»                 | 18 декабря 2011 года  | В выпуске рассказывается о Михаиле Прохорове |
| 65        | «Россия без русских»                                 | 25 декабря 2011 года  | В выпуске рассказывается о русских и их значимости |
| 66        | «Если не Путин, то кто?»                             | 29 января 2012 года   | В выпуске рассказывается о Президентских выборах в России |
| 67        | «Февральская эволюция»                               | 5 февраля 2012 года   | В выпуске рассказывается о митинговой ситуации в России |
| 68        | «Национальный интерес»                               | 12 февраля 2012 года  | В выпуске рассказывается о национальном вопросе в России |
| 69        | «Пора делиться?»                                     | 19 февраля 2012 года  | В выпуске рассказывается о социальном расслоении в обществе |
| 70        | «Ходорковский go home?»                              | 18 марта 2012 года    | В выпуске рассказывается о Михаиле Ходорковском |
| 71        | «Оппозиция vs власть»                                | 25 марта 2012 года    | В выпуске рассказывается о противостоянии власти и оппозиции |
| 72        | «Честь и мундир»                                     | 1 апреля 2012 года    | В выпуске рассказывается о полицейской реформе в России |
| 73        | «Ничего святого»                                     | 8 апреля 2012 года    | В выпуске рассказывается о разврате в обществе |
| 74        | «Прямая линия с Аллой Пугачёвой и Максимом Галкиным» | 15 апреля 2012 года   | В выпуске рассказывается о личной жизни Пугачёвой и Галкина |
| 75        | «Заморозки или оттепель?»                            | 22 апреля 2012 года   | В выпуске рассказывается о политическом прогнозе погоды на 6 лет вперед                                                                                                   |
| 76        | «Путин. Сигналы»                                     | 20 мая 2012 года      | В выпуске рассказывается о третьем президентском сроке Владимира Путина                                                                                                   |
| 77        | «Всеобщий АБЫРВАЛГ»                                  | 27 мая 2012 года      | В выпуске рассказывается о люмпенизации общества |
| 78        | «ГастаРоссийская Федерация»                          | 3 июня 2012 года      | Выпуск о проблеме нелегальной трудовой миграции в России |
| 79        | «Кошелек или борьба»                                 | 17 июня 2012 года     | Выпуск посвящён дилемме между богатством и борьбой против российской власти                                                                                               |
| 80        | «Медицина: мы её теряем»                             | 24 июня 2012 года     | Выпуск о проблемах бесплатной медицины в России |

## Пародии
В 2010 году программа «НТВшники» была спародирована в одном из выпусков телешоу «Большая разница» на «Первом канале» (выпуск от 4 июля).